# Psaliodes rica
Psaliodes rica là một loài bướm đêm trong họ Geometridae.